# Luwsandambyn Enchbajar
Luwsandambyn Enchbajar – mongolski zapaśnik w stylu wolnym. Brązowy medalista mistrzostw Azji w 2001; siódmy w 2003. Trzecie miejsce na uniwersyteckich mistrzostwach świata w 2000 roku.